# درمانی برای سلامتی
درمانی برای سلامتی (انگلیسی: A Cure for Wellness) یک فیلم آمریکایی در ژانر وحشت روان‌شناختی به کارگردانی گور وربینسکی و نویسندگی جاستین هِیث است که در سال ۲۰۱۶ منتشر شد. دین دی‌هان، جیسون آیزکس و میا گاث بازیگران اصلی فیلم هستند. داستان فیلم درباره یک مدیر جوان بلندپرواز برای انجام ماموریت به یک مرکز سلامت در منطقه‌ای به کوه‌ای آلپ فرستاده می‌شود. اما او به زودی متوجه می‌شود که فعالیت این سازمان غیرعادی و مرموز است و…
این فیلم یک محصول مشترک بین‌المللی در ایالات متحده، آلمان و لوکزامبورگ است. این فیلم در ۱۷ فوریه ۲۰۱۷ توسط فاکس قرن بیستم اکران شد و به طور کلی نقدهای متوسط از منتقدان دریافت کرد که از جلوه های بصری، فیلمبرداری، اجراها و جاه طلبی آن ستایش کردند، اما از طول، فیلمنامه و روایت آن انتقاد کردند. این فیلم ۲۶ میلیون دلار در مقابل بودجه ۴۰ میلیون دلاری تولید خود به دست آورد و آن را به یک بمب گیشه تبدیل کرد. این فیلم آخرین نقش بلند لیزا بینز را قبل از مرگش در ژوئن ۲۰۲۱ مشخص کرد.

## بازیگران
- دین دی‌هان در نقش لاک‌هارت
- جیسون آیزکس در نقش دکتر هاینریش ولمر
- میا گاث در نقش هانا فون رایشملر
- سلیا ایمری در نقش ویکتوریا واتکینز
- آدریان شیلر
- یوهانس کریش
- هری گرونر
- کارل لامبلی
- ماگنوس کرپر

## فیلم‌برداری
فیلم‌برداری از اواخر ژوئن ۲۰۱۵ آغاز شد. بخش نسبتاً قابل توجهی از فیلم در پوتسدام آلمان و قلعه هونزولرن جلوی دوربین رفت. استودیو بابلسبرگ در برلین نیز محل دیگر تصویربرداری بود. درمانی برای سلامتی در حالی در آلمان جلوی دوربین رفت که داستان آن در آلپ سوئیس رخ می‌دهد. برای خلق کوه‌های آلپ نیز از تصویرسازی کامپیوتری استفاده شد. همچنین فیلم در ۵ ماه فیلم‌برداری شده‌است. بازخورد

## موسیقی
در ابتدا، هانس زیمر به آهنگسازی فیلم گماشته شد اما به دلیل تمرکز بر روی فیلم دانکرک (۲۰۱۷) از ادامه کار کنار رفت. موسیقی فیلم توسط بنجامین والفیش و در ابی رود استودیوز ساخته و ضبط شد. آلبوم موسیقی فیلم در فوریه ۲۰۱۷ به صورت رسمی منتشر شد.

## ساخت
ساختمان آسایشگاه سالمندان که داستان اصلی فیلم در آنجا اتفاق می‌افتد، بخشی از مجموعهٔ یک بیمارستان قدیمی است که در طول جنگ جهانی اول، بسیاری از سربازان مجروح از جمله آدولف هیتلر در آنجا حضور داشته‌اند. این ساختمان به دلیل قدیمی بودن و اهمیت داشتنش جهت فیلم‌برداری، پس از گذشت ده‌ها سال از ساختار محکمی برخوردار نبود؛ به همین دلیل کاملاً بازسازی شد. برای بازگرداندن ظاهر اصلی ساختمان، ۷۵۰ پنجره (۱۰۰۰ متر مربع شیشه)، ۳۵۰ در، ۱۲۰۰ متر مربع دیوار و بسیاری چیزهای دیگر تعویض یا تعمیر شدند.

## صحت تاریخی
مارماهی‌های این فیلم احتمالاً مارماهی اروپایی هستند، گونه ای که در معرض خطر جدی انقراض قرار دارند. حالی که برخی از اعضای این گونه بیش از ۸۰ سال زندگی می‌کنند، اما هیچ مدرکی وجود ندارد که نشان دهد آنها می‌توانند قرن‌ها زنده بمانند یا دارای خواصی برای زندگی جاودانه باشند.